# Ryōsen-ji (Nara)
Ryōsen-ji (霊山寺) est un temple bouddhiste situé dans la ville de Nara au Japon. Fondé au VIIIe siècle, le hondō est un trésor national japonais et un certain nombre de bâtiments et de trésors du temple ont été classés biens culturels importants.

## Histoire
À la fin du VIIe siècle, Ono no Tobito créé des bains publics sur le mont Tomi à l'extérieur de Nara et y dédie une image sacrée au bouddha Yakushi. En 734, l'empereur Shōmu ordonne à Gyōki de construire un petit temple à cet endroit et deux ans plus tard, le moine indien Bodhisena, remarquant une ressemblance avec le Griddhraj Parvat, fonde Ryōsen-ji sur le site. Le hondō est reconstruit en 1283. Toyotomi Hideyoshi accorde aux terres une valeur de cent koku. Durant l'ère Meiji, de nombreux quartiers de moines sont abandonnés et plus de deux cents images brûlées. Restauré en 1940, le temple a retrouvé son activité.

## Bâtiments

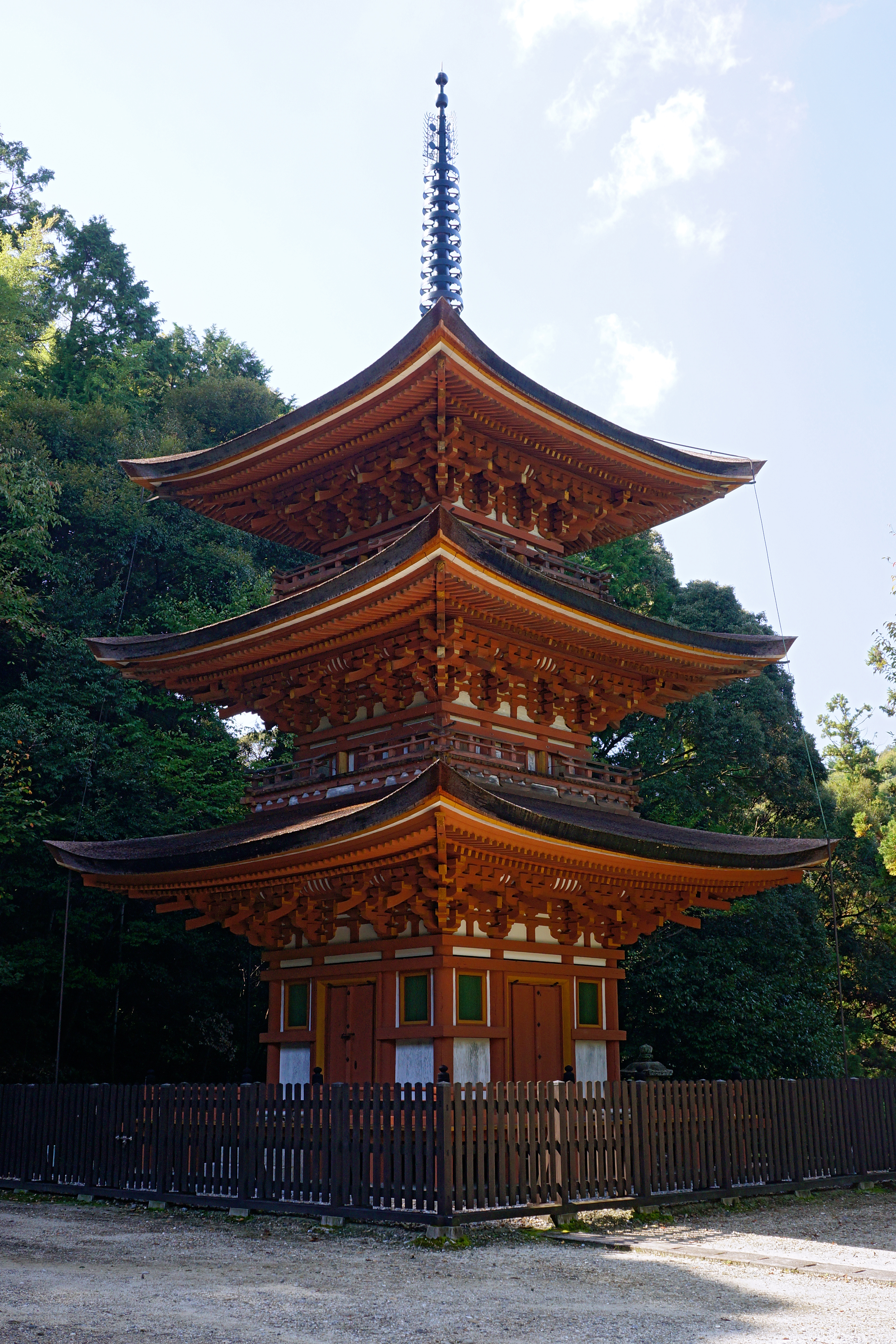
Tō

- Hondō (1283), 5x6 ken, irimoya-zukuri, toit de tuiles (trésor national japonais)[2],[3]
- Niōmon (1516), trois ken, une porte (bien culturel important)[4]
- Tō (pagode à trois niveaux) (1356), toit couvert d'écorce de cyprès du Japon(BCI)[5],[6]
- Shōrō (milieu de l'époque Muromachi), une seule baie, irimoya-zukuri, toit couvert d'écorce de cyprès du Japon, (BCI)[7],[8]

## Trésors
- Peinture murale à l'intérieur de la pagode à trois niveaux, (fin de l'époque de Kamakura à époque Nanboku-chō), (BCI)[9]
- Statue de Yakushi Nyorai assis, (BCI)[10]
- Statues de Nikkō Bosatsu[11] et de Gakkō Bosatsu (BCI)[12]
- Zushi (1285) (BCI)[13]
- Statues de Jūni Shinshō (en) (époque de Kamakura), (BCI)[14]
- Plaque de la triade de Bouddha (période Hakuhō), (BCI)[15]
- Statue d'Amida Nyorai assis, (XIIe siècle), (BCI)[16]
- Statue de Dainichi Nyorai assis, (fin de l'époque de Heian), (BCI)[17]
- Statue de Jūichimen Kannon, (début de l'époque de Heian) (BCI)[18]
- Statue de Bishamonten (XIIe siècle), (BCI)[19]
- Statues de Jikokuten et Bishamonten (fin de l'époque de Kamakura) (BCI)[20]
- Statue de Jizō Bosatsu (1256), (BCI)[21]
- Pendentif de la triade Yakushi (1366), (BCI)[22]
- Pendentif (époque de Kamakura), (BCI)[23]
- Statue de Gyōki assis[24]
- Statue de Bodhisena assis[25]

## Jūrokusho Jinja
Jūrokusho Jinja (十六所神社) est aujourd'hui un sanctuaire shinto indépendant. Son honden (1384) et les honden des sanctuaires secondaires de Sumiyoshi-taisha et de Ryūō-jinja (tous les deux 1386) sont classés biens culturels importants,,.